# UNESCO-IHE
L'UNESCO-IHE (in inglese Institute for Water Education; in francese Institut pour l'éducation relative à l'eau) è un'organizzazione internazionale per l'educazione all'acqua, istituita come parte integrante dell'UNESCO nel 2003. L'istituto, fondato nel 1957 originariamente con il nome di International Course in Hydraulics Engineering, ha in seguito cambiato il suo nome in International Institute for Hydraulics and Environmental Engineering (IHE).

## L'Istituzione
L'UNESCO e il governo dei Paesi Bassi hanno congiuntamente assegnato all'UNESCO-IHE il ruolo di "Istituto di categoria I" dell'UNESCO. L'istituto ha sede in Delft, nei Paesi Bassi, ed essendo parte integrante di un organismo delle Nazioni Unite (ONU) appartiene a tutti i paesi membri dell'UNESCO.
L'istituto opera in completa autonomia finanziaria e come tale rappresenta un modello unico e innovativo nell'ambito dell'UNESCO. Tale autonomia richiede un approccio imprenditoriale da parte dell'organizzazione affinché essa possa autosostenersi. L'UNESCO-IHE è la più grande organizzazione al mondo ad occuparsi esclusivamente di educazione professionale (post-universitaria) all'acqua e la sola nel sistema ONU autorizzata a conferire il titolo di Master of Science.
La creazione dell'UNESCO-IHE risponde all'esigenza di potenziare, insieme ad altre università e centri di ricerca, la conoscenza e le competenze di professionisti che lavorano nel settore dell'acqua. Gli stati membri dell'UNESCO hanno accesso a conoscenze e servizi offerti dall'UNESCO-IHE nella costruzione di capacità di risorse umane individuali e di istituzioni, fondamentali per il raggiungimento degli Obiettivi del Millennio, del piano di Johannesburg e di altri obiettivi nel settore dell'acqua.

## Funzioni
Le funzioni esercitate dall'UNESCO-IHE nel settore dell'acqua sono:
- avere un ruolo di leadership nel determinare gli standard educativi nel settore dell'acqua a livello post-universitario e nell'educazione professionale;
- fornire servizi di capacity building in particolar modo per i paesi in via di sviluppo;
- offrire programmi di educazione, addestramento e ricerca;
- costruire e gestire reti tra istituzioni accademiche e non accademiche a livello internazionale;
- servire da policy forum per gli Stati membri dell'UNESCO e per altri portatori d'interessi;
- fornire esperienza professionale e consulenza per l'educazione all'acqua.

A partire dalla nascita nel 1957, l'IHE – come inizialmente si chiamava – ha fornito educazione post-universitaria a più di 13.500 professionisti (ingegneri e scienziati) quasi tutti provenienti da paesi in via di sviluppo o in transizione, per un totale di 160 Paesi. Ha anche conferito più di 70 titoli di dottorato e realizzato numerosi progetti di ricerca e di capacity building in tutto il mondo.